# Album più venduti in Francia

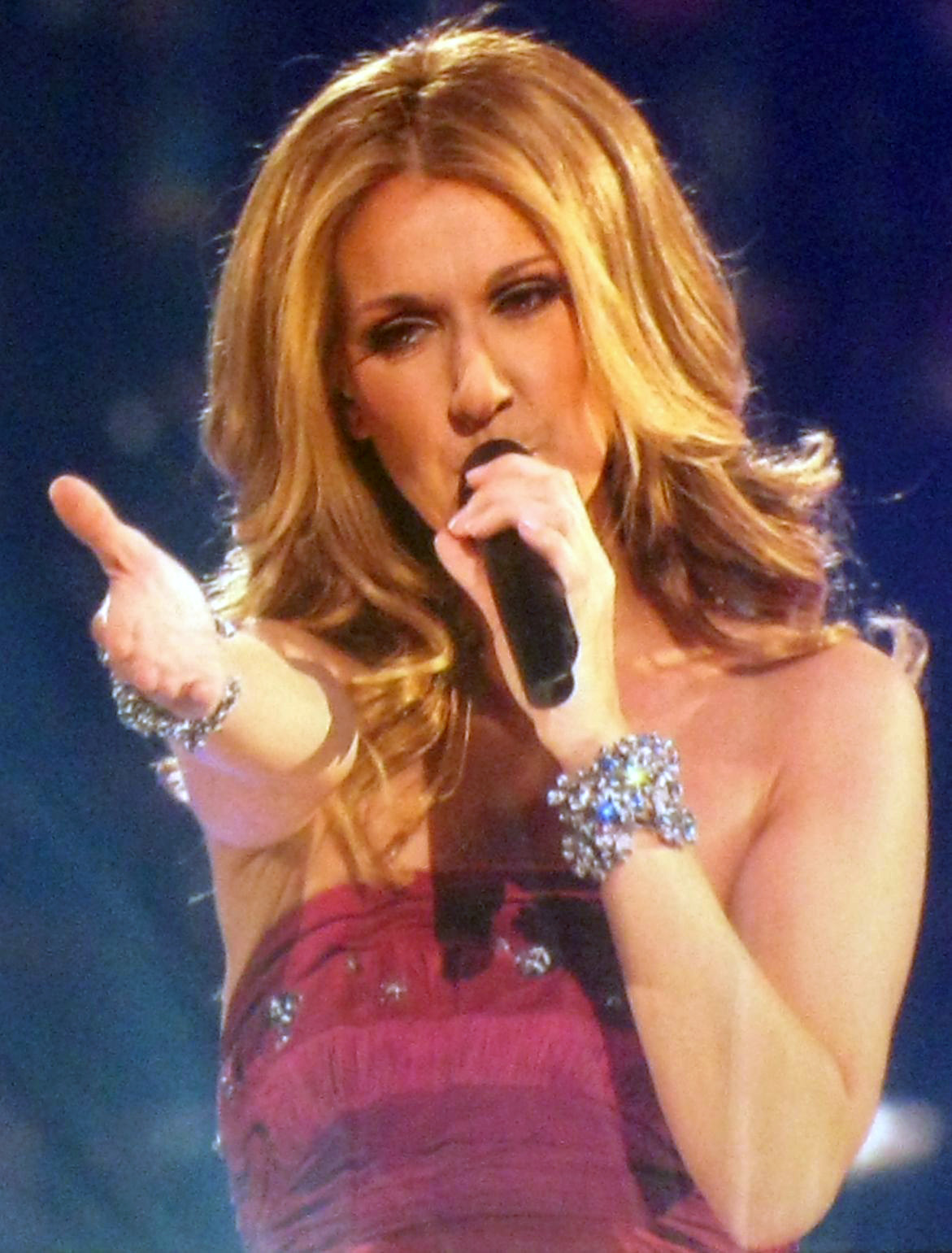
D'eux di Céline Dion è l'album più venduto in Francia con oltre 4.400.000 copie stimate.

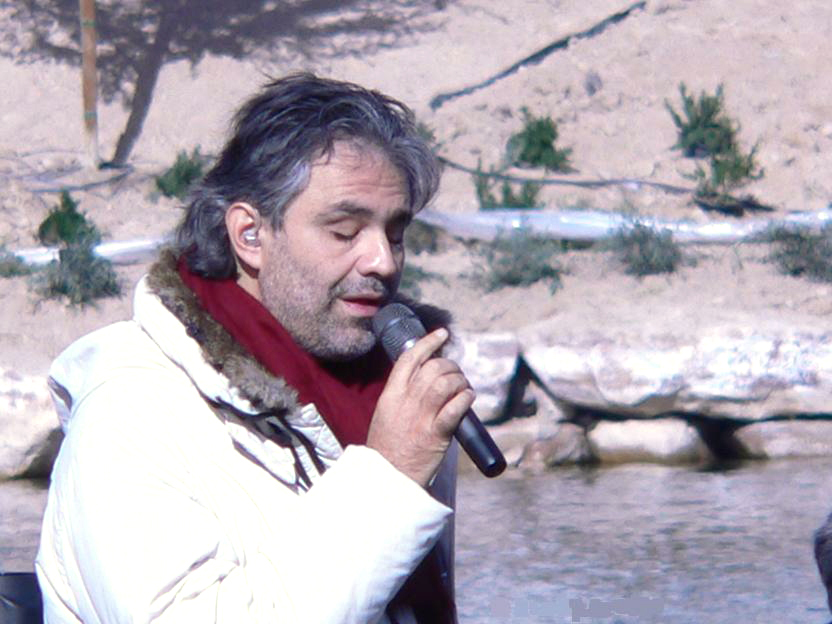
Romanza di Andrea Bocelli è l'unico album presente di un cantante italiano tra i trenta più venduti in Francia (oltre 2.000.000 di copie stimate).

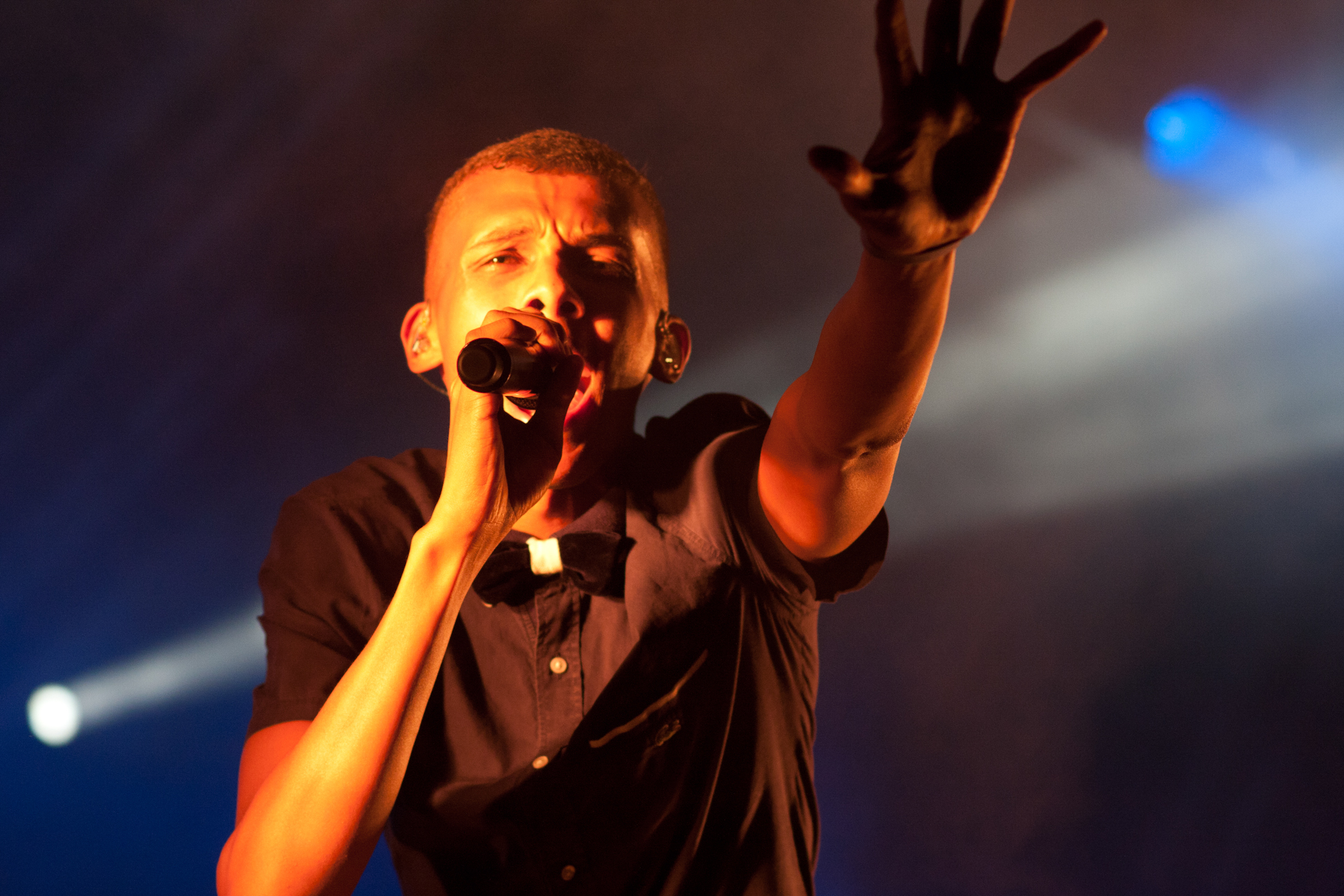
Racine carrée di Stromae è l'unico album presente ad aver ottenuto la certificazione di Quadruplo disco di Diamante (oltre 2.000.000 di copie vendute).

Questo elenco contiene i trenta album discografici che hanno ricevuto il maggior numero di copie stimate vendute in Francia secondo il sito InfoDisc. La principale organizzazione francese che protegge l'industria musicale nello Stato è la Syndicat national de l'édition phonographique che ha certificato la maggioranza degli stessi trenta album come disco di diamante, ovvero la massima certificazione presente sino al 2013, successivamente adattata con l'aggiunta del doppio diamante, triplo diamante, e quadruplo diamante.

## Album più venduti in Francia
| Posizione | Anno | Artista                 | Titolo                         | Certificazione | Vendite   |
| Posizione | Anno | Artista                 | Titolo                         | Parametri SNEP | InfoDisc  |
| --------- | ---- | ----------------------- | ------------------------------ | -------------- | --------- |
| 1         | 1995 | Céline Dion             | D'eux                          | Diamante       | 4 412 100 |
| 2         | 1994 | Francis Cabrel          | Samedi soir sur la terre       | Diamante       | 3 963 400 |
| 3         | 1982 | Michael Jackson         | Thriller                       | Diamante       | 3 760 000 |
| 4         | 1979 | Supertramp              | Breakfast in America           | Platino        | 3 072 100 |
| 5         | 1966 | Mireille Mathieu        | Mon credo                      | Diamante       | 2 855 500 |
| 6         | 1997 | Louise Attaque          | Louise Attaque                 | Diamante       | 2 760 000 |
| 7         | 1989 | Patrick Bruel           | Alors Regarde                  | Diamante       | 2 736 200 |
| 8         | 1973 | Pink Floyd              | The Dark Side of the Moon      | Platino        | 2 555 400 |
| 9         | 1980 | AC/DC                   | Back in Black                  | Diamante       | 2 500 000 |
| 10        | 1978 | Artisti vari            | Starmania                      | Diamante       | 2 237 600 |
| 11        | 2001 | Patrick Bruel           | Entre deux                     | Diamante       | 2 230 000 |
| 12        | 1973 | The Beatles             | 1967-1970                      | 2× Platino     | 2 227 600 |
| 13        | 1987 | Jean-Jacques Goldman    | Entre gris clair et gris foncé | Diamante       | 2 194 200 |
| 14        | 1997 | Era                     | Era                            | Diamante       | 2 180 000 |
| 15        | 1991 | Michael Jackson         | Dangerous                      | Diamante       | 2 180 000 |
| 16        | 1991 | Queen                   | Greatest Hits II               | Diamante       | 2 170 000 |
| 17        | 1978 | Bee Gees                | Saturday Night Fever           | Diamante       | 2 157 600 |
| 18        | 2002 | Renaud                  | Boucan D'enfer                 | Diamante       | 2 135 000 |
| 19        | 1990 | Francis Cabrel          | Sarbacane                      | Diamante       | 2 129 800 |
| 20        | 1998 | Artisti vari            | Notre-Dame de Paris            | Diamante       | 2 119 600 |
| 21        | 1987 | U2                      | The Joshua Tree                | 2× Platino     | 2 072 100 |
| 22        | 1997 | Florent Pagny           | Savoir aimer                   | Diamante       | 2 070 000 |
| 23        | 1976 | Jean-Michel Jarre       | Oxygène                        | 2× Diamante    | 2 070 000 |
| 24        | 2013 | Stromae                 | Racine carrée                  | 4× Diamante    | 2 065 000 |
| 25        | 1973 | The Beatles             | 1962-1966                      | Platino        | 2 061 600 |
| 26        | 1978 | Artisti vari            | Grease                         | Platino        | 2 045 000 |
| 27        | 1990 | Frederick Goldman Jones | Fredericks Goldman Jones       | Diamante       | 2 044 400 |
| 28        | 1999 | Johnny Hallyday         | Sang pour sang                 | Diamante       | 2 020 000 |
| 29        | 1990 | Dire Straits            | Brothers in Arms               | Diamante       | 1 995 300 |
| 30        | 1988 | Éric Serra              | Le Grand Bleu                  | Diamante       | 1 883 800 |